# Pim de Wolff
Pieter (Pim) Maarten de Wolff (Bandung, 23 juli 1919 – Delft, 10 april 1998) was een Nederlands natuurkundige en hoogleraar aan de Technische Universiteit Delft. Samen met Ted Janssen en Aloysio Janner was hij een van de grondleggers van N-dimensionale kristallografie.

## Biografie
De in Nederlands-Indië geboren De Wolff was de zoon van Maarten de Wolff, een weg- en waterbouwkundig ingenieur, en Hermine Elizabeth van Vliet. Hij was de jongste van hun vier kinderen. Later, vanaf 1929, was het gezin woonachtig in Medan op Sumatra, waar hij ook naar school ging. In 1932 keerden ze terug naar Nederland en ging hij naar de hogereburgerschool (hbs) in Den Haag. Na het behalen van zijn einddiploma ging De Wolff in 1936 natuurkunde studeren aan de Technische Hogeschool te Delft, alwaar hij tijdens zijn afstudeeronderzoek voor het eerst kennismaakte met röntgenpoederdiffractie.
Net voordat de Duitse bezetter de hogeschool in Delft sloot behaalde hij in 1941 zijn ingenieursdiploma. Omdat verder studeren niet mogelijk was kon De Wolff, op voorspraak van Henk Dorgelo, aan de slag bij de Technisch Physische Dienst (TPD) van TNO-TH. In 1951 promoveerde De Wolff bij Dorgelo op het proefschrift getiteld: "Contributions to the theory and practice of quantitative determinations by the X-ray powder diffraction method".
In 1958 kreeg hij een aanstelling als hoogleraar in de theoretische en toegepaste natuurkunde aan de Technische Hogeschool Delft, een positie die bij tot aan zijn pensionering in 1984 behield. Naast zijn wetenschappelijk werk heeft De Wolff een deel van zijn tijd besteed aan bestuurlijke taken, waaronder voorzitter van de Afdeling Technische Natuurkunde (1971-1973) en van de vakgroep Natuurkundig Practicum (1974-1980). Voor de International Union of Crystallography (IUCr) was hij voorzitter van de Commissie voor de Nomenclatuur van Symmetrie.

## Werk
Het werk van De Wolff besloeg een breed domein in de kristallografie, zijn prestaties op dit gebied waren zowel instrumenteel en experimenteel als theoretisch. Gedurende zijn studietijd ontwierp hij een fotometer waarmee hij de intensiteit van lijnen op een röntgenpoederdiagram nauwkeurig kon meten. Een van zijn eerste grote bijdragen was een aanpassing van de scherpstelröntgencamera die André Guinier, een Franse natuurkundige, in 1939 had uitgevonden. Rond 1947, toen hij werkzaam was bij de TPD, verbeterde hij deze camera op verschillende manieren. Het zou een veel toegepast instrument van hoge kwaliteit worden voor poederdiffractie. Meer dan 1000 van deze camera's, bekend als Guinier–de Wolffcamera's, werden verkocht door de Nederlandse firma Enraf-Nonius. De beschrijving van de constructie in zijn proefschrift laat duidelijk het diepe inzicht zien dat de Wolff had over allerlei effecten.
Van het theoretische werk van zijn vroege jaren moet de studie van de invloed van de vorm van kristallieten op diffractie en van absorptie op diffractie-intensiteiten worden genoemd. Hij combineerde bekwaamheid in nauwkeurige analyse met praktisch inzicht. Dit wordt onder meer ook duidelijk geïllustreerd door zijn werk over het indexeren van poederpatronen, waarin hij een internationaal erkende autoriteit werd. Hij onderzocht veel materialen met poederdiffractietechnieken. In 1964 kwam hij het diagram tegen van watervrij γ-Na2CO3 (natriumcarbonaat), dat een aantal niet-indexeerbare zwakke satellietlijnen bevatte. Hij wist deze poederlijnen te indexeren met niet-integrale indices; kort daarna bleek uit eenkristal-diffractiefoto's dat deze analyse correct was. Dit leidde tot een nieuwe richting van zijn onderzoek en tot een nieuw vakgebied in de kristallografie.
Samen met zijn medewerkers ontdekte hij dat watervrij natriumcarbonaat gemoduleerd en niet roosterperiodiek is. In 1972 presenteerde hij een zeer originele manier om de symmetrie van deze verbinding te beschrijven met behulp van een vierdimensionale ruimtegroep op het Internationale Congres van de IUCr in Kyoto. Zijn artikel uit 1974 over de pseudosymmetrie van gemoduleerde kristalstructuren was een voorbeeld van een duidelijke presentatie van een complexe situatie. Hij bracht de rest van zijn actieve leven voornamelijk door in deze klasse van onevenredig gemoduleerde kristalstructuren, zowel experimenteel als theoretisch. Hij slaagde erin de modulatie van watervrij natriumcarbonaat te bepalen, deed interessante studies naar de fysische eigenschappen van gemoduleerde structuren zoals Rb2ZnBr4, ontwikkelde de theorie van superruimte-groepen verder en werkte mee aan de bepaling van de lijst van alle vierdimensionale superruimte-groepen voor gemoduleerde kristallen.
Voor zijn werk ontving hij een aantal belangrijke onderscheidingen, zoals de Gilles Holstmedaille van de Koninklijke Nederlandse Akademie van Wetenschappen voor de Guinier–de Wolffcamera (in 1976), de Gotlob-Werner-medaille van de Duitse Mineralogische Vereniging (in 1986), een medaille van het International Center for Diffraction Data (in 1995) en de Gregori Aminoffprijs van de Koninklijke Zweedse Academie voor Wetenschappen (in 1998). Helaas was hij al te ziek om naar Stockholm te gaan om de medaille van de Zweedse koning te ontvangen. Slechts tien dagen later overleed hij.
- Biografisch Portaal: 23477688
- Nederlandse Thesaurus van Auteursnamen: 155733648
- Virtual International Authority File: 286856240
- WorldCat: E39PBJrKPtCbgMKqMWjdqGVV4q